# Вулиця Чернігівська (Львів)
Вулиця Чернігівська — вулиця у Личаківському районі міста Львова. Сполучає вулиці Личаківську та Пекарську. Прилучаються вулиці Юрія Руфа, Кравчука, Верхратського та Севастопольська.

## Назва
- 1825 — 1871 роки — Шпитальна, при вулиці розташовувався колишній шпиталь братів Милосердя (боніфратрів).
- 1871 — січень 1941 — Гловінського, на честь польського римо-католицького релігійного діяча, львівського єпископа-суфрагана, мецената Самуеля Ґловінського.
- січень—серпень 1941 — Чернігівська, на честь українського міста Чернігова.
- серпень 1941 — 1943 — повернена передвоєнна назва вулиці Гловінського.
- 1943 — липень 1944 — Роберт Кохґассе, на честь німецького мікробіолога, одного з основоположників сучасної бактеріології та епідеміології Роберта Коха.
- липень — грудень 1944 — вдруге повернена передвоєнна назва вулиці Гловінського.
- від грудня 1944 року — сучасна назва — вулиця Чернігівська[5].

## Забудова
В архітектурному ансамблі вулиці Чернігівської присутні класицизм, конструктивізм, віденська сецесія. Декілька будинків внесено до Реєстру пам'яток архітектури місцевого значення.

### З непарного боку вулиці

Колегія піярів. Нині — обласна клінічна лікарня

№ 3, 5 — комплекс будівель колишньої дитячої лікарні святої Софії. Лікарню засновано 1845 року та названо на честь померлої доньки графині Сапєги. Початково лікарня розташовувалася у місцевості Новий Світ при монастирі Святої Терези, де також був й дитячий притулок святої Софії, що на сучасній вулиці Степана Бандери, 30/32 (нині в цих будівлях розташована кафедра НУ «Львівська політехніка»). Наприкінці 1870-х років дитячу клініку перенесли на Личаків, де на тодішній вулиці Гловінського, 3 у 1878—1880 роках за проєктом архітектора Юзефа Каетана Яновського збудували нове приміщення для неї (нині тут міститься отоларингологічне відділення Львівської обласної клінічної лікарні). У 1885 році комплекс дитячої лікарні доповнюється інфекційним відділенням, зведеним за проєктом Івана Левинського, 1907 року за проєктом Міхала Уляма спорудили ще один корпус, де розташували терапевтичне (педіатричне) та хірургічне відділення. 1910 року лікарню приєднано до Загального шпиталю (нині — Львівська обласна клінічна лікарня).
Педіатричне відділення працювало до 1990-х років та розташовувалося у будинку під № 5. У цьому ж будинку містилася кафедра педіатрії Львівського медичного університету. До історичної будівлі у 1970-ті роки було добудоване сучасне крило, де від 1976 року лікують новонароджених дітей — відділення патології недоношених новонароджених та відділення інтенсивної терапії новонароджених Львівської обласної клінічної лікарні. Одноповерховий будинок під № 3 внесений до Реєстру пам'яток архітектури місцевого значення під охоронним № 1543-м.
№ 7 — будівля колишньої колегії Піярів збудована у бароковому стилі з елементами класицизму. У Львові піяри з'явилися 1718 року, навчально-виховний заклад — колегію (конвікт) піярів або ж «Collegium Nobilium», було засновано 1748 року за ініціативи львівського суфрагана о. єпископа Самуеля Роха Гловінського. Ідею Ґловінського підтримав король Август III Сас, після дозволу папи Римського Бенедикта XIV у 1750 році розпочато будівництво комплексу колегії (конвікту) отцями піярами.
Щодо авторства комплексу у мистецтвознавців немає згоди: Збігнев Горнунг вважав, що автором проєкту був Франческо Плачіді; Тадеуш Маньковський вважав, що ним був Джакопо Фонтана; Володимир Вуйцик схилявся до думки, що автором був Паоло-Антоніо Фонтана. Припускають також, що в проєктуванні брав участь ще й львівський архітектор Петро Полейовський. У 1765—1776 роках будівельними роботами керував львівський архітектор Франциск Ксаверій Кульчицький. Гловінський помер 1776 року. Ще до його смерті не встигли добудувати ліве крило будівлі. Довершили симетрію споруди, не порушуючи стилю лише у 1885 році, коли будівля вже змінила своє призначення. Вихованців закладу, що походили зі шляхетних родин, за помірковану плату навчали, виховували та надавали житло. Для вихідців з небагатих родин було встановлено 12 стипендій.
Після першого поділу Речі Посполитої 1772 року та входження Королівства Галичини та Володимирії до складу Габсбурзької монархії піярам дозволили й надалі продовжувати діяльність, але вже під контролем урядової комісії, за умови, що вихованці шляхетного походження повинні навчатися безкоштовно.
Вже у 1783 році, під час касаційних реформ австрійського уряду (так званої «Йосифінської касати») колегію було закрито. 30 червня 1783 року рескриптом Імператора Йосифа II було ініційовано створення лікарні, а саме у будівлю вже колишньої Колегії Піярів було перенесено шпиталь братів Милосердя (боніфратрів), який до цього часу займав приміщення монастиря однойменного ордену та костел святого Лаврентія, що розташовувалися вище при нинішній вулиці Личаківській та були під час реформи передані військовим під гарнізонний шпиталь. Лікарня отримала назву Allgemeinen Krankenhaus або Загальний шпиталь.
1 червня 1785 року керівництво лікарнею обійняв протомедик, було створено відділення: для хворих, божевільних та породіль, а також невелике клінічне відділення, на базі якого мали навчатись студенти новоствореного медичного факультету Львівського університету. Утримання хворих в усіх відділеннях здійснювалось за рахунок місцевого та крайового бюджетів, клінічне відділення фінансувалось урядом та отримувало дотації з навчального фонду. Постановою Вищого Міністерства від 19 січня 1854 року Загальний шпиталь отримав назву Крайовий загальний шпиталь у Львові.
1850 року шпиталь отримав можливість для закінчення будови східного крила головної будівлі, але так як коштів критично не вистачало — добудова тривала до 1885 року. Тоді ж було закуплено територію для розширення вулиці до моргу.
Згідно ухвали Галицького крайового сейму від 25 травня 1875 року, відділення для божевільних зі Львівського загального шпиталю було перенесено в спеціально збудовану будівлю на Кульпаркові. 1 січня 1876 року це відділення реорганізоване у самостійну психіатричну установу. Цікавий той факт, що до відкриття міської божевільні на Кульпаркові, відділення для божевільних містилося саме тут, у колишній колегії піярів. Тому у львівській гварі XIX століття слово «піяри» значило те саме, що нині «кульпарків»…

Пам'ятник Мар'янові Панчишину

У наступні роки було організовано хімічну лабораторію та збудовано прозекторій, пральню, лазню, перероблено каналізацію, проведено водогони та гасове освітлення. У 1893—1898 роках було закуплено будинок з садом на вулиці Пекарській для корпусів інфекційного відділення, збудовано пологовий будинок, а також терапевтичний, хірургічний та адміністративний корпуси шпиталю. 1910 року до Загального шпиталю приєднана дитяча лікарня святої Софії та створено три дитячих відділення. 1912 року збудована будівля для інфекційного відділення при вулиці Пекарській.
1 січня 1940 року на базі медичного факультету Львівського університету заснований Львівський державний медичний інститут, якому були передані корпуси колишнього Загального шпиталю під назвою Клініки Львівського державного медичного інституту. 1959 року утворено Львівську обласну клінічну лікарню, яка міститься тут донині. Нині тут працюють кардіохірургічні відділення № 1 та № 2, серцево-судинний центр, хірургічне відділення № 1 та урологічне відділення Львівської обласної клінічної лікарні. Будівля лікарні внесена до Реєстру пам'яток архітектури місцевого значення під охоронним № 373-м.
У 2000 році перед головним корпусом Львівської обласної клінічної лікарні встановлено пам'ятник Мар'янові Панчишину (скульптор Василь Гурмак, архітектор Ярослав Климовський). Споруджений коштом лікарів.
№ 15 — житловий будинок. Внесений до Реєстру пам'яток архітектури місцевого значення під охоронним № 386-м.
№ 17 — житловий будинок. Внесений до Реєстру пам'яток архітектури місцевого значення під охоронним № 387-м.
№ 19 — триповерховий житловий будинок, збудований у 1930-х роках. Перед входом в будинок встановлена скульптура лева. 
№ 21 — п'ятиповерховий житловий будинок, збудований у 1970-х роках.
№ 23 — від 2012 року в будинку міститься приватна клініка «Династія», що надає послуги з діагностики та лікування різних захворювань для всіх вікових груп у сфері гінекології, ендокринології, імунології.
№ 27 — житловий будинок. У міжвоєнний період в будинку мешкав польський славіст, бібліотекар, бібліограф, куратор та директор Національного інституту імені Оссолінських Владислав Тадеуш Вислоцький. Будинок внесений до Реєстру пам'яток архітектури місцевого значення під охоронним № 388-м.
№ 29 — чотириповерховий житловий будинок. Власником будинку наприкінці 1930-х років був Ісак Погорилес. Будинок внесений до Реєстру пам'яток архітектури місцевого значення під охоронним № 389-м.

### З парного боку вулиці
№ 2, 4 — чотириповерхові житлові будинки Суліма та Сабіни Шенфельдів. Будівництво розпочато 1912 року за первинним проєктом Саломона Рімера від 1911 року. Проєкт Фердинанда Касслера з'явився 1912 року вже під час будівництва та передбачав, зокрема зовсім інший фасад. Скульптурне оздоблення Тадеуша Блотницького, за іншими джерелами, Зигмунта Курчинського. Власником будинку № 2 наприкінці 1930-х років був Арон Гріфель. Будинок № 2 внесений до Реєстру пам'яток архітектури місцевого значення під охоронним № 1542-м. Нині на першому поверсі будинку № 2 міститься крамниця мережі «Рукавичка».
№ 6 — на першому поверсі будинку розташована аптечна крамниця № 23 мережі аптек «Бажаємо здоров'я».
№ 14 — триповерховий житловий будинок, збудований у 1950—1960-х роках. Початково в будинку працювала пральна фабрика № 3. Нині тут салон професійної косметології «Аромафіт» та офіс спільного українсько-голландського підприємства «Львівпетролеум».
№ 18 — від 2019 року тут міститься центр медичної 3D-діагностики (рентгенодіагностики) щелепно-лицевої ділянки.